# Noah Juulsen
Noah Robert Juulsen (* 2. April 1997 in Surrey, British Columbia) ist ein kanadischer Eishockeyspieler, der seit Oktober 2021 bei den Vancouver Canucks aus der National Hockey League (NHL) unter Vertrag steht und dort auf der Position des Verteidigers spielt. Zuvor war er über drei Jahre in der Organisation der Canadiens de Montréal sowie kurzzeitig bei den Florida Panthers aktiv.

## Karriere
Juulsen wurde in Surrey geboren, zog allerdings im Kindesalter mit seiner Familie nach Abbotsford, wo er in seiner Jugend für die Abbotsford Hawks sowie die Fraser Valley Thunderbirds spielte. Anschließend wurde er im WHL Bantam Draft 2012 in der 4. Runde an 70. Position von den Everett Silvertips aus der Western Hockey League (WHL) gedraftet. Aufgrund seiner guten Leistungen in der WHL-Saison 2014/15 wurde er in der finalen Rangliste 2015 des NHL Central Scouting Service auf Platz 22 geführt und für die Teilnahme am CHL Top Prospects Game 2015 ausgewählt. Im anschließenden NHL Entry Draft 2015 wurde Juulsen in der ersten Runde an 26. Position von den Canadiens de Montréal berücksichtigt und im Juli 2015 mit einem Entry Level Contract ausgestattet.
Im Februar 2017 wurde Juulsen in den Kader der Canadiens de Montréal berufen und absolvierte sein erstes Spiel in der NHL an der Seite von Karl Alzner am 22. Februar 2018 beim 3:1-Heimsieg der Canadiens gegen die New York Rangers. Anfang März 2018 erzielte er sein erstes Tor in der NHL beim 6:3-Auswärtssieg gegen die New York Islanders.
Von den Spielzeiten 2018/19 und 2019/20 verpasste er jedoch größere Teile aufgrund von Verletzungen. Als er im Januar 2021 über den Waiver abermals in die AHL geschickt werden sollte, übernahmen die Florida Panthers seinen Vertrag. Im restlichen Saisonverlauf kam er dort und beim Farmteam Syracuse Crunch zu Einsätzen, ehe er im Oktober desselben Jahres gemeinsam mit Juho Lammikko zu den Vancouver Canucks transferiert wurde. Im Gegenzug wechselte Olli Juolevi nach Florida.

### International
Juulsen gewann mit dem Team Canada Pacific die Silbermedaille bei der World U-17 Hockey Challenge im Januar 2014 sowie die Silbermedaille bei der U20-Weltmeisterschaft mit der U20-Nationalmannschaft Kanadas.

## Erfolge und Auszeichnungen
- 2015 Teilnahme am CHL Top Prospects Game
- 2015 WHL West Second All-Star Team
- 2016 WHL West First All-Star Team

### International
- 2014 Silbermedaille bei der World U-17 Hockey Challenge im Januar
- 2017 Silbermedaille bei der U20-Junioren-Weltmeisterschaft

## Karrierestatistik
Stand: Ende der Saison 2023/24

### International
Vertrat Kanada bei:
- World U-17 Hockey Challenge 2014
- U20-Junioren-Weltmeisterschaft 2017

(Legende zur Spielerstatistik: Sp oder GP = absolvierte Spiele; T oder G = erzielte Tore; V oder A = erzielte Assists; Pkt oder Pts = erzielte Scorerpunkte; SM oder PIM = erhaltene Strafminuten; +/− = Plus/Minus-Bilanz; PP = erzielte Überzahltore; SH = erzielte Unterzahltore; GW = erzielte Siegtore; 1 Play-downs/Relegation; Kursiv: Statistik nicht vollständig)